# Ziemniaki po cabańsku

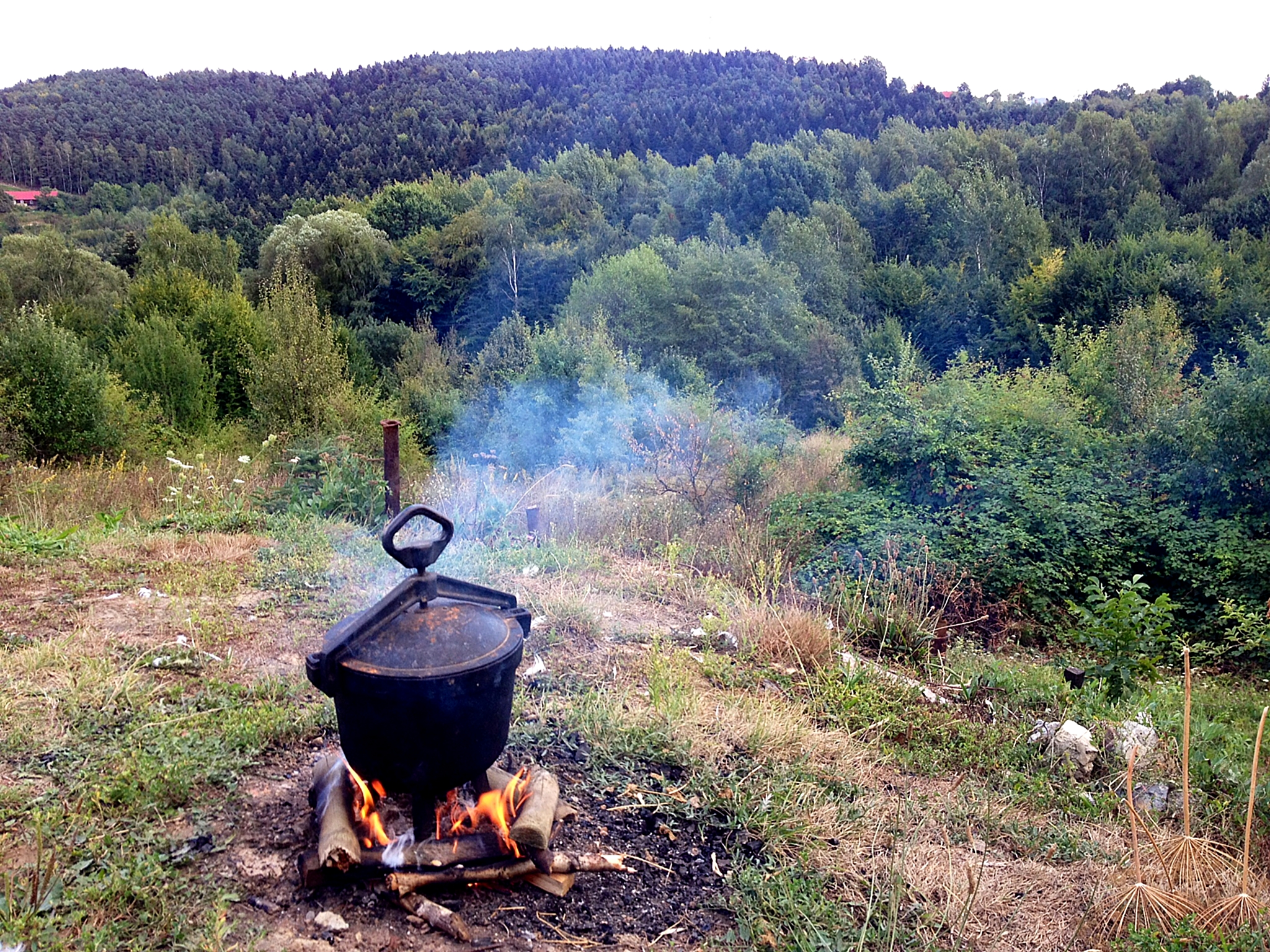
Współczesne pieczenie ziemniaków po cabańsku

Ziemniaki po cabańsku (pierwotnie pieczone) – tradycyjna chrzanowska potrawa jednogarnkowa, w innych regionach Polski jej odmiany znane są również pod nazwami: pieczonki, prażone, duszonki.
Potrawa na ziemi chrzanowskiej jest nazywana pieczonymi lub ziemniakami po cabańsku – od Cabanów czyli ludności, która przybyła do Chrzanowa w XIII wieku, w czasach najazdów tatarskich. Cabani/Czabanowie, byli pasterzami, którzy pilnowali trzody potrzebnej do wyżywienia ordy tatarskiej. Gdy zmarł chan tatarski i wojska wycofały się z Polski część pasterzy pozostała na ziemiach podbijanych. Z czasem zostali właścicielami stad bydła. Część z nich osiedliła się w Chrzanowie i przyjęła polskie nazwiska.
Nazwa „ziemniaki po cabańsku” jest nazwą współczesną, wyłonioną w plebiscycie tygodnika „Przełom” i Starostwa Powiatowego w Chrzanowie na nazwę dla „pieczonych”, ustaloną w roku 2005. 17 stycznia 2011 roku „pieczone”, decyzją Ministra Rolnictwa i Rozwoju Wsi, zostały wpisane na listę produktów tradycyjnych.
Danie przygotowuje się z ziemniaków, jarzyn (marchew, pietruszka, cebula, czasem także buraki) i wędlin, takich jak boczek czy kiełbasa (pierwotnie była to wyłącznie słonina) w żeliwnym kociołku z nóżkami i pokrywą dociskaną wkręcanym trzpieniem, ustawianym na ognisku. Tradycyjnie danie jest przygotowywane w kamionkowym garnku bądź żeliwnym kociołku bez przykrywki. Do tego celu służą liście kapusty, a jako docisku używa się wyciętego wraz z ziemią kawałka darniny odwróconej trawą do liści. Do tej pory niektórzy mieszkańcy Chrzanowa i okolic tak przygotowują to danie.